# Rainchild
Rainchild is een studioalbum van Bert Heinen alias Like Wendy.

## Inleiding
Het was het tweede album dat uitgegeven werd door een platenlabel, gespecialiseerd in neoprog. De eenmansband van Heinen kwam opnieuw met lange melodielijnen en solo’s op gitaar en toetsen. Het album met enigszins kortere nummers dan het vorige album, werd opnieuw opgenomen in Spakenburg (mobile room studio’s). Het album is opgedragen aan Heinens overleden vader en sluit in het tekstboekje af met vers Psalmen 91:11.

## Musici
- Bert (Marien) Heinen – alle muziekinstrumenten en zang

## Muziek
| Nr. | Titel                 | Duur |
| --- | --------------------- | ---- |
| 1.  | Hymn                  | 2:49 |
| 2.  | Drowned               | 6:23 |
| 3.  | Colours of the summer | 5:59 |
| 4.  | Spaces of the deep    | 8:07 |
| 5.  | I will find           | 0:34 |
| 6.  | Underwater voyager    | 7:00 |
| 7.  | 1011                  | 1:21 |
| 8.  | Shadow of the sun     | 6:23 |
| 9.  | Skybound              | 3:09 |
| 10. | Four years            | 6:37 |
| 11. | Wings in the fog      | 4:06 |
| 12. | The river             | 7:00 |